# Ranitomeya cyanovittata
Espèce
Synonymes
- Dendrobates cyanovittata (Perez-Peña, Chavez, Twomey & Brown, 2010)

Statut CITES
Ranitomeya cyanovittata est une espèce d'amphibiens de la famille des Dendrobatidae.
Souvent de couleur noire et jaune , orange, rouge ou verte. Les Ranitomeya cyanovittata sont une espèce d'amphibiens proche des grenouilles et des salamandres.

## Répartition
Cette espèce est endémique de la province de Requena dans la région de Loreto au Pérou. Elle se rencontre dans le bassin du río Blanco de 200 à 300 m d'altitude dans la Sierra del Divisor.

## Description
Ranitomeya cyanovittata mesure de 13,8 à 17,3 mm.

## Étymologie
Son nom d'espèce, du latin cyano, « bleu », et vittatus, « strié », lui a été donné en référence à sa livrée.

## Publication originale
- Perez-Peña, Chávez, Twomey & Brown, 2010 : Two new species of Ranitomeya (Anura: Dendrobatidae) from eastern Amazonian Peru. Zootaxa, no 2439, p. 1-23.